# Dantxarinea
Dantxarinea est un quartier dans la municipalité d'Urdazubi. Il est situé sur la zone frontalière (appelée xareta) entre le Labourd et la Navarre, et séparé du pont international de Dantxarinea.
En France, ce lieu est connu à tort, sous le nom de Dantxaria, mais en fait, c'est le nom du quartier d'Ainhoa de l'autre côté du pont, en France.

## Étymologie
Dantxarinea et Dantxaria viennent de dantzaria ou « le danseur » en basque. En janvier 1701, un Basque, Joannes de Quirno, harponneur de baleines par son métier, est à l'origine du nom des deux quartiers. La chronique décrit comme bel homme et vêtu de son plus seyant pourpoint, se rend célèbre en dansant trois jours d'affilée devant le duc d'Anjou, en route pour Madrid, où il va monter sur le trône d'Espagne sous le nom de Philippe V.

## Géographie
Dantxarinea est le nom officiel en langue basque depuis le 30 janvier 1989 ou Dancharinea en espagnol, mais le nom de Dantxaria est très populaire dans le langage courant des francophones. La commune est notamment connue du côté français pour ses ventas ou bentak où certains produits (alcools, tabac, essence...) sont meilleur marché qu'en France.
La route principale mène au col d'Otxondo puis redescend sur la vallée du Baztan. Juste à la sortie, à droite, une petite route mène aux très fameuses grottes de Zugarramurdi connues pour les akelarre qui s'y déroulaient. C'est aussi de là que débuta le non moins fameux procès des sorcières à Logroño. Ces grottes ont subi des dommages en été 2007 dus aux crues qui ont ravagé les environs. Elles ont été très vite remises en état. De nombreux visiteurs parcourent ces grottes.
Un sentier pédestre mène au village de Sare où se trouve aussi une grotte non moins célèbre ainsi que celle d'Urdazubi, côté navarrais.

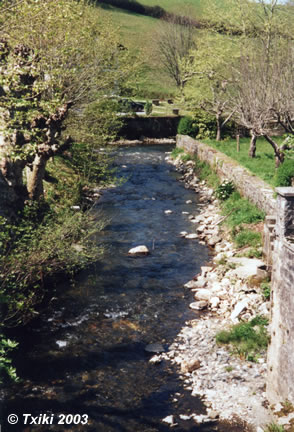
La rivière Lapitxuri à Dantxaria (Navarre et Labourd)
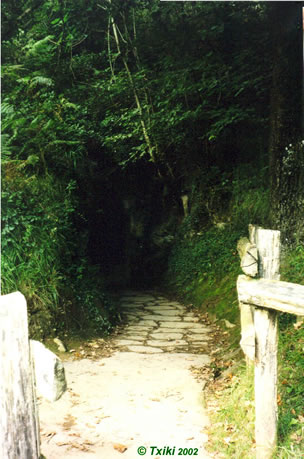
Entrée de la grotte d'Urdazubi (Navarre)
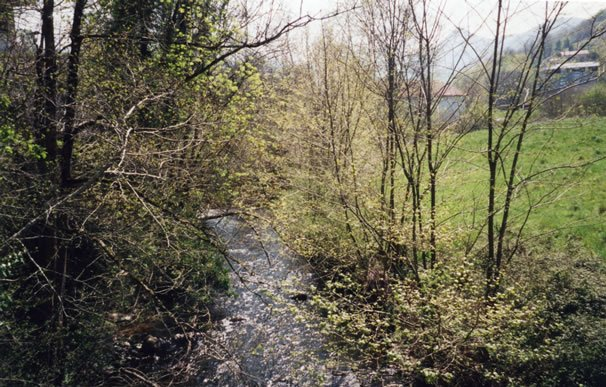
La rivière Ugarana à la sortie de Dantxarinea (Navarre)